# LIFE〜the second movement〜
『LIFE〜the second movement〜』（ライフ ザ セカンド ムーブメント）はJanne Da Arcのギタリスト、youがバンド結成10周年記念のソロ活動としてソロアルバム3部作の第二弾としてリリースのインストゥルメンタルアルバム。2007年10月24日発売。

## 内容
完全限定生産盤には、『a life trip』のPVとオフショットを収録したDVDが付属、通常盤には永続特典として、20Pフォトブックレット封入。
完全限定生産盤と通常盤ではジャケットが異なる。
今作はアコースティックギターによるもの。
今作はyou自身の『LIFE』をテーマに作られた。friendは友達としてのメンバーのことを思って作ったとのこと。
ドラムにshujiが参加している。

## 収録曲

### CD
1. memory
2. oneself
3. a life trip
4. natural posture
5. friend
6. fact & truth〜zero II
7. existence of the soul
8. native beauty
9. balance
10. even as for the slight love
11. far

### DVD
1. a life trip【music clip】
2. OFF SHOT【LIFE〜the second movement〜】